# Sukhoi T-4
El Sukhoi T-4, también conocido como "Aeronave N° 100", "Ob'jyect 100" o "Sotka", fue un proyecto para la construcción de un bombardero supersónico y avión de reconocimiento de alta velocidad, diseñado por Sukhoi en la Unión Soviética y que consiguió pasar de la fase de prototipo, a varias pruebas de vuelo supersónico con éxito, pero que nunca se construyó en serie.

## Historia
Es un avión experimental de alta velocidad, para el estudio de las características de vuelo supersónico a gran altitud y de gran alcance de vuelo. 
Debido a la aparición de nuevos misiles tácticos ICBM Misil balístico intercontinental con mayor precisión, transportados en camiones, embarcados en submarinos y barcos de guerra, estos aviones bombarderos de largo alcance quedaron obsoletos.
No se continuó con el desarrollo de nuevos modelos de producción en serie debido a su alto costo de producción, mantenimiento, costo de vuelo por hora y su función muy específica de atacar objetivos enemigos en caso de una guerra convencional o nuclear.

## Diseño
Avión experimental de diseño de ala en delta en combinación con alerones delanteros de tipo canard, propulsado por cuatro turborreactores de gran tamaño y empuje, instalados juntos bajo el fuselaje central de la nave, utilizados posteriormente por el Tu-160 que si se construyó en serie, aunque en pocas cantidades por su diseño que es muy especializado y de alto costo operativo. 
En la parte delantera del fuselaje, justo detrás de la cabina biplaza, con el piloto y copiloto sentados en tándem, uno delante del otro, tiene dos alas grandes de tipo canard, para mejorar la estabilidad del avión a bajas velocidades y en el momento, de la aproximación final a la pista de aterrizaje, para mejorar las maniobras de despegue y aterrizaje, levantando la parte delantera del avión; tiene solamente un timón vertical de cola, en forma similar al avión supersónico de transporte de pasajeros Concorde, debido a que las maniobras con giros cerrados y el combate contra otros aviones caza, no es su tarea. 
Se construyó con nuevos materiales experimentales de alto costo, en gran parte con titanio y acero inoxidable, con un sistema de soldadura interna especial, que no deja ver las uniones, los remaches en el fuselaje y las uniones entre láminas sobre su estructura y las alas principales, para poder penetrar el aire en forma limpia y eficiente; controlado con el primer sistema de comandos de vuelo Digital por cables Fly-by-wire, considerada la norma en la actualidad para la fabricación de aviones de combate y de transporte comercial, pero también se diseñó un sistema de control hidráulico convencional de soporte, para mejorar la seguridad de la aeronave; la punta de la aeronave podía bajarse para facilitar la visibilidad durante el despegue y el aterrizaje, en forma similar al avión de pasajeros Concorde fabricado en forma conjunta por Inglaterra y Francia, y el Túpolev Tu-144 fabricado en forma independiente por la Unión Soviética, la nave debía pilotarse con un periscopio para poder ver hacia delante, porque la punta de la nave, subía completamente cubriendo el parabrisas de la cabina, formando una línea recta en la parte dorsal de la nave, para mejorar su rendimiento de vuelo supersónico, con el fuselaje central bien delgado, con el piloto sentado al frente y el copiloto sentado detrás del piloto, cubiertos por el fuselaje aerodinámico, en forma similar al avión espía Lockheed SR-71.
El fuselaje era de forma circular y delgado, con los motores bajo el fuselaje central hasta la base de las alas, la parte delantera de la cabina, con el radomo del radar y la punta aerodinámica, podía descender para facilitar su aterrizaje, en forma similar al avión de pasajeros supersónico francés Concorde y podía subir completamente, para darle un perfil aerodinámico especial de alta eficiencia, único en su tipo, logrando volar en teoría, al triple de la velocidad del sonido en forma sostenida.
Detrás de la cabina de mando, estaban los equipos electrónicos, sistemas automáticos de navegación y bombardeo de tipo experimental, que se utilizan actualmente en el Tu-160. Su tren de aterrizaje principal era de triciclo retráctil, con ocho ruedas en cada uno de los trenes de aterrizaje principales, que se guardaban bajo del fuselaje central, a los costados de los motores y dos en la parte delantera, que se guardaba bajo las toberas de ingreso de aire a los motores, para poder mantener la estabilidad en aterrizajes de alta velocidad y con un estabilizador vertical, como el del avión supersónico francés Concorde.

## Pruebas
El primer T-4, denominado "101", voló por primera vez el 22 de agosto de 1972. El piloto de pruebas fue Vladimir Ilyushin, hijo del famoso diseñador de aviones, Serguéi Iliushin (curiosamente, Vladimir nunca sirvió en la oficina de su padre como piloto de pruebas), y el navegante Nikolai Alfyorov. Las pruebas continuaron hasta el 19 de enero de 1974. 
La nave T-4 voló sólo diez veces, con un total de 10 horas y 20 minutos de pruebas de vuelo. Se cree que alcanzó la velocidad supersónica al menos Mach 1,3, a una altitud de 12 000 m, con cuatro motores Kolesov RD36-41. Estos motores produjeron cada uno 16 000 kgf (157 kN) de empuje con poscombustión. El avión fue diseñado para alcanzar velocidades de hasta Mach 3, pero el programa fue cancelado antes de conseguir el pleno rendimiento del avión y nunca entró en producción en serie. 
A veces incorrectamente se afirma, que el T-4 fue el anterior modelo "avión 101" que estableció un récord de velocidad de Mach 1,89 en un circuito de 2000 km. En realidad, el "avión 101" fue un Tu-144D avión de pasajeros supersónico similar al Concorde.

## Cancelación
Era un moderno avión supersónico que estaba adelantado a su época, pero que no se construyó en serie, por ser muy especializado para alta velocidad y vuelos de gran altitud operativa, pero sirvió de base de pruebas para otros diseños de aviones supersónicos más versátiles, con mejor maniobrabilidad a media y baja altitud, que podían penetrar las líneas de defensa enemigas volando a baja altitud, en misiones de combate con vuelos de penetración profunda, sin ser detectados por los radares enemigos, despegar y aterrizar en pistas más cortas, en aeropuertos comerciales y en bases militares de países aliados, que superaron el performance de vuelo de este avión y sí fueron fabricados en serie, como el bombardero supersónico pesado bimotor Túpolev Tu-22M y el más moderno diseño del bombardero supersónico Túpolev Tu-160.
La aparición de nuevos misiles de largo alcance ICBM Misil balístico intercontinental, con mayor capacidad y precisión, disminuyó la necesidad de construir este nuevo avión supersónico en serie, para transportar bombas y misiles, hasta los blancos asignados en una posible guerra contra los países de Europa, Estados Unidos y sus aliados, de forma similar como sucedió con el proyecto del avión bombardero supersónico XB-70 Valkyrie, pero no se descartaba su fabricación en serie en el futuro, en caso de que se fabricaran nuevos bombarderos en los países occidentales y el proyecto del XB-70 Valkyrie pudiera ser fabricado en serie, para mantener un equilibrio estratégico en la guerra fría, necesario para mantener la paz.

## Final
Solamente un avión supersónico T-4 persiste en la actualidad, el avión de pruebas "101" está expuesto en el Museo Central de la Fuerza Aérea de Rusia en Mónino cerca de Moscú. Los números de serie de los prototipos de pruebas de vuelo, estaban asignados como "101" al "106". Solamente se construyeron el prototipo "101" y el "102" completamente. 
Cuando finalmente se canceló el proyecto de construcción en serie, el prototipo "103" y el "104" estaban siendo construidos, y el prototipo "105" junto con el "106" no habían empezado todavía su construcción. Solo el "101" completo las primeras pruebas de vuelo con éxito, realizó el último vuelo de pruebas antes de la cancelación final del proyecto, el 22 de enero de 1974. El resto de los prototipos fueron desguazados y reciclados, para usar sus materiales en la construcción de otros aviones bombarderos.

## Especificaciones

### Características generales
- Tripulación: 2
- Longitud: 44 m
- Envergadura: 22 m
- Altura: 11,2 m
- Superficie alar: 295,7 m²
- Peso vacío: 55 600 kg
- Peso cargado: 114 000 kg
- Peso máximo al despegue: 135 000 kg
- Planta motriz: 4× Turbofán Kolesov RD-36-41.
  - Empuje normal: 157 kN 35 000 lbf de empuje cada uno.

### Rendimiento
- Velocidad máxima operativa (Vno): 3 589 km/h (Mach 3,5) estimación
- Velocidad crucero (Vc): 3 000 km/h (Mach 2,8)
- Alcance en ferry: 7000 km
- Techo de vuelo: 20 000-24 000 m

### Aeronaves similares
- XB-70 Valkyrie
- Convair B-58 Hustler
- Rockwell B-1 Lancer
- Dassault Mirage IV
- Myasishchev M-50
- Tu-160
- Avro 730